# Meir Vilner
Meir Vilner (Hébreu: מאיר וילנר; né: Ber Kovner ; 23 octobre 1918 - 5 juin 2003) est un homme politique communiste israélien, membre successivement du Parti communiste palestinien, du Parti communiste israélien historique, puis de l'actuel PC d'Israël. Il est le plus jeune signataire de la Déclaration d'indépendance de l'État d'Israël.

## Biographie
Kovner est né à Vilnius, Lituanie. Sa vie politique commence comme leader du groupe socialiste-sioniste Hachomer Hatzaïr. Mais peu après il est déçu par la tendance du mouvement sioniste à rêver d'une patrie juive en Palestine au lieu de changer la situation actuelle. Donc, il commence à travailler pour le Parti communiste de Pologne clandestin sous le pseudonyme Meir Vilner jusque 1938, quand il doit fuir la Pologne et s'en aller en Palestine mandataire. La plupart des membres de sa famille meurt dans la Shoah.
En Palestine, il étudie l'histoire à l'Université hébraïque de Jérusalem.
Dans le futur Israël, Vilner est désenchanté par la politique, critiquant le fait que la haine qui avait été portée aux juifs soit maintenant portée aux Arabes. Il entre au Parti communiste palestinien, qui avait des membres juifs autant qu'arabes, mais il soutient la partition de la Palestine. Il critique le gouvernement anglais autant que l'israélien, mais il légitime la déclaration d'indépendance parce qu'elle éliminera une colonie anglaise.
En 1949, il est élu à la Knesset comme membre du Parti communiste israélien. Il se désiste en décembre 1959, seulement six semaines après les élections législatives, mais il est réélu en 1961. Mais il se désiste encore une fois deux mois après ces élections.
En 1965, Vilner et des autres membres du parti communiste quittent le parti pour fonder le parti Rakah, à cause d'une dispute sur la politique soviétique, que Vilner a défendue. Dans les élections de 1965 il est élu à la Knesset comme membre du Rakah.
Peu après la Guerre des Six Jours, que Vilner a condamnée, il est poignardé par un droitiste du parti Gahal, mais il survit.
Vilner est resté à la Knesset - après 1977 comme membre du Hadash - jusque 1990, devenant le troisième plus ancien membre de la Knesset après Tawfik Toubi et Shimon Peres.
Il a été marié à la femme politique Esther Vilenska. Ils ont eu deux fils. Son cousin Aba Kovner était un poète connu.